# Vichai
Vichai, Visai, Viksai, Vickhsai, hay Vijaya (? - 1638), danh xưng hoàng gia là Samdach Brhat Chao Vijaya Raja Sri Sadhana Kanayudha, là vua thứ 27 của Vương quốc Lan Xang, trị vì từ năm 1637 đến khi mất năm 1638 .
Ông là con trai của vua Mom Keo, kế vị anh trai của mình là vua Tone Kham hay Upanyuvarath II (Phó vương). Vua Visai qua đời năm 1638, và kế nhiệm là người chú, Vua Sourigna Vongsa.
Vua Visai có hai con trai.
- Chao Fa Puya (Bou), đã chạy trốn khi Vua Sourigna Vongsa lên ngôi năm 1638, tới Xiengkhuang, sau đó chết ở Nakhon Phanom. Hoàng tử có con trai là Chao Phaya Nandaratta, sau này năm 1695 làm vua Nan Tharat của Lan Xang.
- Chao Fa Jaya (Soi), đã chạy trốn khi Vua Sourigna Vongsa lên ngôi năm 1638.[3]